# Phenuiviridae
Phenuiviridae es una familia de virus que infectan animales, plantas y hongos. Contienen un genoma de ARN monocatenario negativo y por tanto se adscriben al grupo V de la clasificación de Baltimore.
El género miembro Phlebovirus es el único género de la familia que tiene virus causantes de enfermedades en los seres humanos (por ejemplo, la fiebre del Valle del Rift).

## Virología
Los miembros de Phenuiviridae son virus con cápsides helicoidales y una envoltura vírica. Las glicoproteínas de la envoltura de estos virus se distribuyen con simetría icosaédrica (T = 12).
Phenuiviridae es una familia de virus de ARN monocatenario de sentido negativo. Su genoma está segmentado en tres partes: segmento L (que codifica la ARN polimerasa dependiente de ARN), segmento M y segmento S. Algunos miembros de la familia tienen un gen ambisentido que codifica el segmento S (proteínas de la nucleocápside). El segmento M incluye glicoproteínas de la envoltura codificadas en una poliproteína que es escindida por proteasas del huésped. Se pueden codificar múltiples proteínas diferentes en el segmento M debido a la exploración con fugas por parte del ribosoma.
Las transcripciones de ARN están protegidas mediante captaciones, pero no poliadeniladas. La traducción termina con una secuencia de horquilla al final de cada transcripción de ARN.

## Géneros
Se han descritos los siguientes géneros según ICTV (2021):
- Bandavirus
- Beidivirus
- Coguvirus
- Entovirus
- Goukovirus
- Horwuvirus
- Hudivirus
- Hudovirus
- Ixovirus
- Laulavirus
- Lentinuvirus
- Mobuvirus
- Phasivirus
- Phlebovirus
- Pidchovirus
- Rubodvirus
- Tanzavirus
- Tenuivirus
- Uukuvirus
- Wenrivirus